# Бујарг
Бујарг (фр. Bouillargues) насеље је и општина у јужној Француској у региону Лангдок-Русијон, у департману Гар која припада префектури Ним.
По подацима из 2011. године у општини је живело 6183 становника, а густина насељености је износила 392,07 становника/km². Општина се простире на површини од 15,77 km². Налази се на средњој надморској висини од 74 метара (максималној 84 m, а минималној 27 m).

## Демографија
| 1962. | 1968. | 1975. | 1982. | 1990. | 1999. | 2011. |
| ----- | ----- | ----- | ----- | ----- | ----- | ----- |
| 1.520 | 1.935 | 2.853 | 3.720 | 4.336 | 5.253 | 6.183 |

График промене броја становника у току последњих година